# فواز اللعبون
فواز اللعبون (ولد 1395هـ/ 1975م) ويُلقب «قُدْمُوس» هو شاعر وناقد سعودي، وأستاذ جامعي، ومؤثر على مواقع التواصل الاجتماعي. اشتَهَر بلقب (قُدْمُوس) الذي كان يكتب به قديمًا، وهو اسم عربي يعني: العظيم، والقديم، والأسد. ويعد أحدَ أكثر شعراء الفصحى تفاعلًا في مِنصَّة إكس (تويتر سابقًا)، ويحظى بقَبول اجتماعي مميز في عدد من الدول العربية.

## سيرته
وُلد فواز بن عبد العزيز بن محمد اللعبون بالرياض، عام 1395هـ/ 1975م. تلقَّى مراحل تعليمه الأولى في الرياض، وتخرج في كلية اللغة العربية بجامعة الإمام محمد بن سعود في الرياض عام 1418هـ. عُين معيداً في الكلية نفسها في قسم الأدب عام: 1419هـ– 1998م، فمحاضراً عام: 1422هـ– 2002م، فأستاذاً مساعداً عام: 1426هـ–2005م، فأستاذاً مشاركاً عام 1438هـ- 2017م، فأستاذاً عام 1442هـ- 2021م.
حاز الماجستير من قسم الأدب بعنوان: «شعر عبد الله شرف: دراسة موضوعية وفنية» عام: 1422هـ– 2002م.، وحاز الدكتوراه من القسم نفسه بعنوان: «شعر المرأة السعودية المعاصر: دراسة في الرؤية والبنية» عام: 1426هـ– 2005م. وعُيِّن رئيسًا لقسم الأدب في كلية اللغة العربية من عام 21/2/1435هـ حتى 22/ 10/ 1438هـ.

## أعماله
- فائت الأمثال: مقاربة أدبية ساخرة.
- شعر المرأة السعودية المعاصر: دراسة في الرؤية والبنية.
- الخالديات.
- أضابير نقدية: دراسات في الأدب القديم.
- أشتات نقدية: دراسات في الأدب الحديث.
- الارتجال في شعر المتنبي.
- المنتخب من أسماء العرب.
- تهاويم الساعة الواحدة. مجموعة شعرية. 2015م.[7]
- ديوان «مزاجها زنجبيل».
- ديوان «بعضها من نبض».
- ديوان «قداميس».

## لقب قدموس
نشر عدة مواد أدبية في المنتديات على الإنترنت باسم مستعار «قدموس»، ثم لما خشي على تلك المواد الأدبية من الضياع والانتحال، أعلن عن شخصيته الحقيقة، لكن لقب «قدموس» لازمه بعد ذلك.

## الشعراء الذين أثروا فيه
ذكر عن نفسه أن من الشعراء الذين أثروا فيه:
1. البحتري
2. المتنبي
3. الشريف الرضي
4. محمود سامي البارودي
5. أحمد شوقي
6. غازي القصيبي
7. نزار قباني

== مجلس أوراف الأدبي ==أسس في عام (1442هـ/ 2020م) مجلس أوراف الأدبي، يهدف إلى توفير مجال لسماع النصوص الأدبية والتعارف وتبادل الكتب. وقد كرم المجلس عددًا من الأدباء منهم:
1. حسن الهويمل
2. سعد البواردي
3. محمد بن مريسي الحارثي
4. محمد علي علوان
5. أبو عبد الرحمن بن عقيل الظاهري

## وصلات خارجية
- فواز اللعبون على موقع أرشيف الشارخ.